# 境川部屋
境川部屋（日语：／ Sakaigawa-Beya */?），原稱中立部屋，是1998年5月25日以前小結兩國梶之助建立的一現代形式的部屋。其屬出羽海一門，是日本大相撲的相撲部屋（後者從出羽海部屋獨立出來）。2003年2月，时任境川親方（第50代橫綱佐田之山晉松）達到日本相撲協會的強制退休年齡，他傳遞境川的名跡，將其更名為境川部屋。現代的建立形式使其成為最成功的部屋之一。
截至2018年1月，境川部屋有22名力士，其中3名屬幕內排名為豪榮道豪太郎、妙義龍泰成、佐田之海貴士。
2022年2月1日，前大關豪榮道決定成立其個人的武隈部屋。
這部屋力士的四股名多有佐田作開首（源於曾出任境川親方的橫綱佐田之山晉松）。